# Peblephaeus nobuoi
Peblephaeus nobuoi är en skalbaggsart som först beskrevs av Stefan von Breuning och Nobuo Ohbayashi 1964.  Peblephaeus nobuoi ingår i släktet Peblephaeus och familjen långhorningar. Inga underarter finns listade i Catalogue of Life.